# Linus Johansson
Nils Linus Emmet Johansson, född 30 november 1992 i Ljungby i Kronobergs län, är en svensk ishockeyspelare som spelar för Färjestad BK i SHL. Han spelar med nummer 59 och är  lagkapten.

## Karriär

### Tidig karriär
Johansson inledde karriären i IF Troja-Ljungby. Han vann TV-pucken med Småland 2009. Säsongen 2010/11 debuterade han i Troja-Ljungbys A-lag i Hockeyallsvenskan. Han spelade två matcher för A-laget utan att göra någon poäng. Sommaren 2011 flyttade han till Topeka i Kansas i USA för att spela juniorhockey i Topeka RoadRunners i NAHL. Han spelade 25 matcher för klubben och stod för totalt 14 poäng varav tre mål.
Efter en säsong med juniorspel i Nordamerika valde han att flytta hem och skrev inför säsongen 2012/13 kontrakt med Nittorps IK i Division 1. Efter att ha gjort 21 poäng på lika många matcher bytte han under säsongen klubb till Olofströms IK i Division 1. Han spelade i Olofström säsongen ut med 14 poäng på 11 matcher som resultat. Han spelade i Olofström även 2013/14 och tilldelades då även rollen som lagkapten. Totalt gjorde han 58 poäng, varav 18 mål, på 38 matcher under säsongen. Under våren 2014 lånades han under fem matcher ut till IK Oskarshamn i Hockeyallsvenskan.
Säsongen 2014/15 spelade han i Storhamar Dragons i den högsta norska ligan Get-ligaen. Han spelade där säsongen ut, gjorde 42 poäng på 31 matcher och vann NM-silver med klubben. Därefter värvades han till Mora IK i Hockeyallsvenskan.

### Genombrott i SHL
Efter framgångsrikt spel i Hockeyallsvenskan värvades Johansson till SHL-klubben Djurgårdens IF inför säsongen 2016/17. Kontraktet blev klart i början av april 2016 och skrevs på två år. Under sin debutsäsong i SHL gjorde Johansson 15 poäng på 46 matcher. Han spelade för Djurgårdens IF även 2017/18 och utökade då sin poängskörd till 26 poäng på 44 matcher. Under SM-slutspelet 2017/18 var han en av lagets mest tongivande spelare med 8 poäng på 11 matcher. I slutet av 2017 diagnosticerades han med diabetes typ 1. Även hans äldre bror ishockeyspelaren Joel Johansson har diagnosen.

### Färjestad BK
Den 24 april 2018 stod det klart att Johansson lämnar Djurgårdens IF för spel i SHL-konkurrenten Färjestad BK. Han skrev ett tvåårskontrakt och motiverade klubbytet med att han bland annat ville få en större roll än vad han fått i Djurgårdens IF. Vännen Alexander Johansson, som han tidigare spelat med i Troja-Ljungby, var också en bidragande faktor bakom klubbvalet.
Redan inför första säsongen 2018/19 tilldelades Johansson rollen som assisterande lagkapten i Färjestad BK. Han fick en framgångsrik start i den nya klubben med 9 poäng under de 12 första SHL-matcherna. Detta gjorde att han i slutet av oktober 2018 även blev uttagen till Tre Kronor för landslagsspel i Karjala Cup. Totalt gjorde Johansson 25 poäng på 51 matcher under sin första säsong i Färjestad BK, samtidigt som laget också blev seriesegrare. Under SM-slutspelet 2019 var han en av lagets främsta spelare både defensivt och offensivt, och fick närmare 20 minuters speltid per match i snitt. Han gjorde totalt 6 poäng på 13 slutspelsmatcher. Han skadade sig i slutet av den sjätte semifinalmatchen mot Djurgårdens IF och tvingades därför stå över den sjunde och avgörande semifinalen, som laget kom att förlora. Inför säsongen 2019/20 utsågs Johansson till ny lagkapten i Färjestad BK. Han kom att göra sin hittills poängbästa SHL-säsong med 28 poäng på 49 matcher. Efter säsongen lämnade han klubben för spel i KHL.
Inför säsongen 2021/22 återvände Johansson till Färjestad BK och skrev på ett fyraårskontrakt med klubben. Han hade en framgångsrik comebacksäsong med 26 poäng på 43 matcher och sin hittills målrikaste säsong med 13 mål. I SM-slutspelet 2022 avgjorde lagkapten Johansson den sjätte semifinalmatchen mot Rögle BK genom att göra det avgörande 5-4-målet i den femte perioden. Han sköt därmed Färjestad BK till sin första SM-final på åtta år (första sedan 2014). Efter matchen beskrev Johansson målet som sitt viktigaste mål hittills i karriären. I SM-finalen ställdes laget mot Luleå HF i en finalserie som gick till sju matcher. Färjestad BK segrade i den avgörande sjunde matchen och säkrade därmed klubbens tionde SM-guld. Johansson gjorde 0-2-målet i den avgörande matchen, ett mål som kom sent i den tredje perioden och satte spiken i kistan. Johansson kom på nionde plats i SM-slutspelets poängliga med 11 poäng varav 5 mål på 19 matcher.

### KHL
Inför säsongen 2020/2021 värvades Johansson till HK Sotji i KHL. Han spelade endast 8 matcher och gjorde 2 poäng i klubben. Han gick sedermera över till KHL-klubben HK Neftechimik Nizjnekamsk där han spelade säsongen ut. Han gjorde där 7 poäng på 19 matcher. Efter säsongen återvände han till Färjestad BK i SHL.

### Tre Kronor
Johansson blev uttagen till svenska landslagets trupp till Olympiska vinterspelen 2022 i Peking. Han spelade 6 matcher men gjorde inga poäng.

## Klubbar
- Troja-Ljungby (moderklubb–2011)
- Topeka RoadRunners (2011/12)
- Nittorps IK (2012/13)
- Olofströms IK (2012/13–2013/14)
- IK Oskarshamn (2014, lån)
- Storhamar Dragons (2014/15)
- Mora IK (2015/16)
- Djurgårdens IF (2016/17–2017/18)
- Färjestad BK (2018/19-2020)
- HK Sotji (2020/2021)
- HK Neftechimik Nizjnekamsk (2020/2021)
- Färjestad BK (2021/22–nu)